# 男同性戀文學

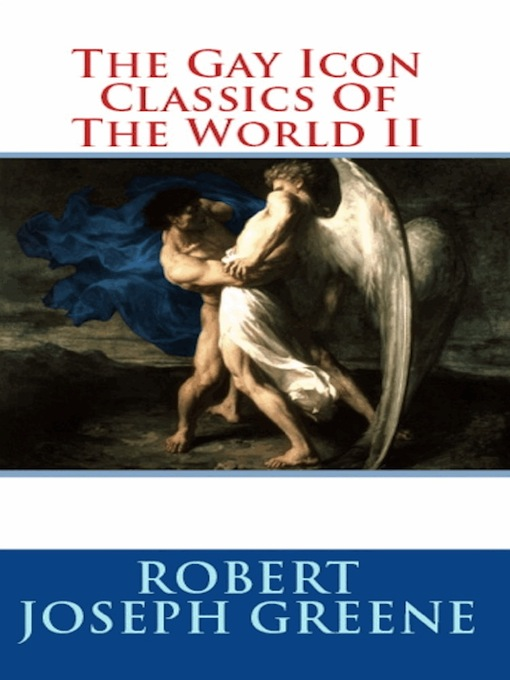
加拿大作家Robert Joseph Greene以男同性愛情故事為主題的短篇故事集The Gay Icon Classics of the World II

男同性戀文學（Gay literature）廣義而言可指表達、描述，又或者展現男子與男子間發生親密友誼、戀愛、情欲、性愛等情感關係的書寫，乃至於參與到社會脈絡中，這些主題為社會所接受的方式。狹義而言，則限定在十九世紀晚期，性傾向成為界定自我和社會互動的一種身份认同意識之後。更嚴格的範圍，會限縮至歐美1960年代中期之後，與LGBT權利運動的目標和精神—亦即要求社會制度對同志群體達到平等權利和對待—有關的文學作品。
由於歷史上的迫害或壓迫，LGB群體常轉向文學作為認同、瞭解和表達同性親密關係的泉源。LGBT文學也紀錄了同志社群在遭遇偏見、暴力、霸凌、自我埋怨、否認、自殺等挫折時的心理壓力和磨難。以浪漫「同性愛」為主題的作品，亦廣泛存在於世界各地的古代和現代文本當中，例如古希臘時代會飲篇對愛的本質所進行的探索。

## 神話傳說

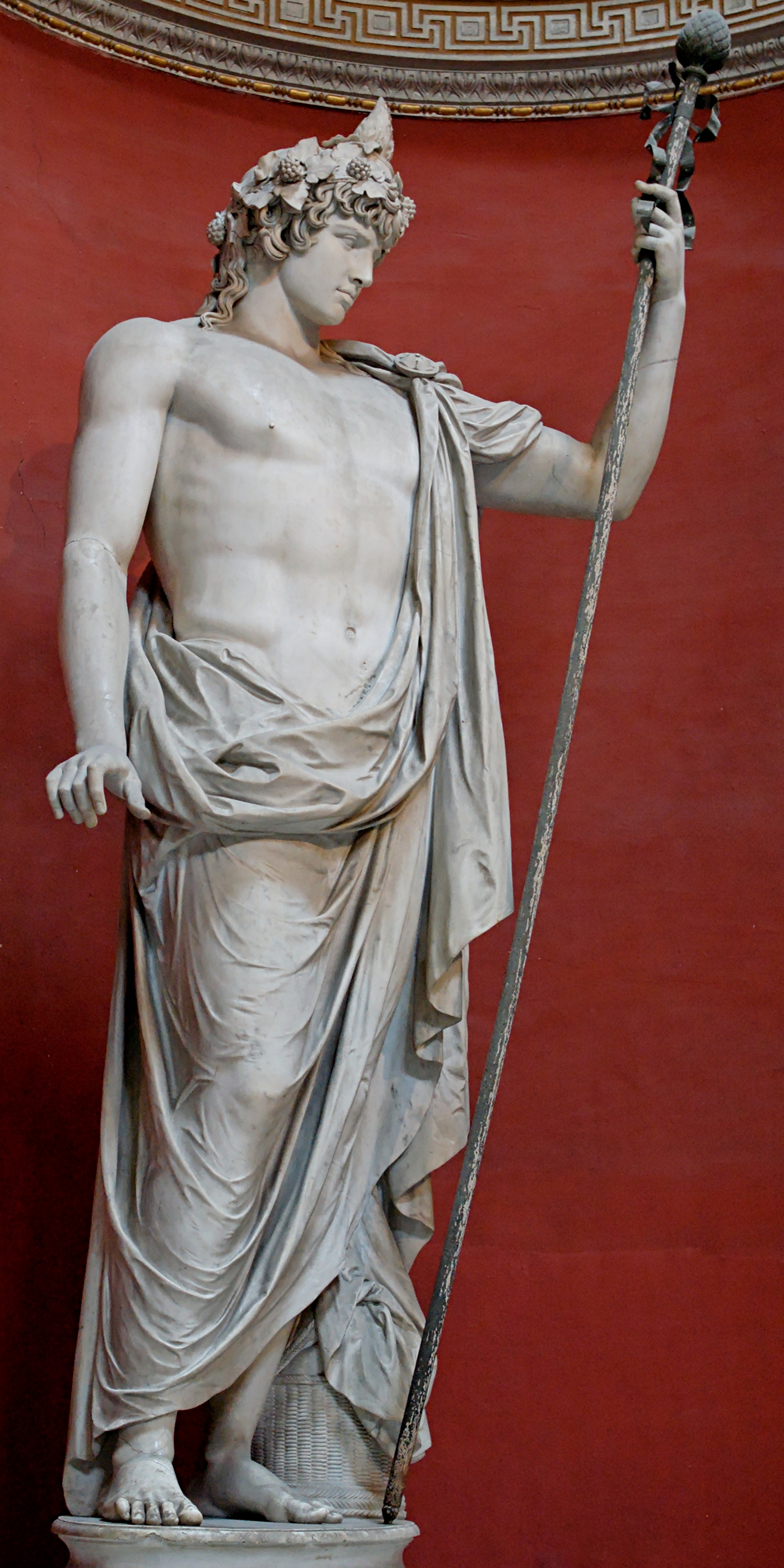
戴奧尼索斯-安提諾烏斯雕像

很多神話傳說和宗教敘事，涉及到同性之間的親密情感與情欲，或談到「性別變換」的神聖性。這些神話敘事可詮釋為一種表達LGBT情感的形式，蘊藏著現代的性傾向和性別概念。
美索不达米亚吉爾伽美什史詩記載女神宁松之子吉爾伽美什和其親密夥伴恩奇杜結為至交好友的故事，塔納赫撒母耳記描述了大衛王和約拿單的深刻情誼，有些當代學者將他們詮釋為愛和情欲的關係。在古希臘神話，不少男性神祇或英雄都有一位或多位男性愛人，例如宙斯（和伽倪墨得斯）、阿波羅（和雅辛托斯）、戴奧尼索斯（和安普羅斯）、海克力斯（和伊奧勞斯、海拉斯）、阿基里斯（和帕特羅克洛斯）等等，反映了古希臘時代的少年愛傳統。
阿芙蘿黛蒂（維納斯）及其屬神厄洛特斯（邱比特）是守護男同性之愛的古希臘神明:64:133。古羅馬皇帝哈德良的男寵安提諾烏斯，死後和戴奧尼索斯（巴克斯）等神有所綜攝，在希臘和拉丁地區被奉為一位神祇受到崇拜，有時則只把他當作一位英雄。

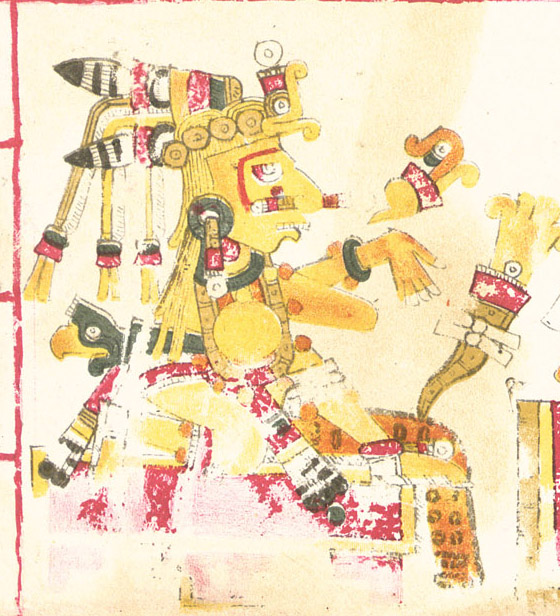
阿茲特克神話護佑男同性之愛的神祇休奇皮里

有些美洲原住民部落，將雙靈（第三性）視為平衡世界既有秩序，恢復和諧的象徵。在瑪雅文明和阿茲特克神話中，則存在教導人們實行男同性情慾的神祇。齊恩開啟瑪雅貴族為其兒子挑選年輕男子作為伴侶的傳統:110。休奇皮里為阿茲特克神話中掌管藝術、美、花、舞蹈和歌曲的神祇，也是男妓和男同性之愛的保護者:351。
中國筆記體小说有不少涉及男風的志怪異聞。《太平廣記》記載潘章和王仲先為同窗，兩人情若夫婦。死後，合葬於羅浮山，其墓冢忽生一樹，柯條枝葉，無不相抱。時人號為「共枕樹」。《獪園》記載吳郡士人召乩仙署名「黃花舍人」，眾人求下壇詩，乩仙王花舍以生前情人黃遇春所贈小曲答之，又載杭州貓兒橋有一狐妖，每晚會化作美少年迷惑往來男子。《子不语》記載胡天保愛福建巡撫美貌，伺而睨之，後巡按斃其命於枯木下。死後，陰官封為「兔兒神」司人間男悅男之事。
另一則故事記載桂林有兩少年交好同寢，遭賊人殺之，邑人於其死後立廟，每祀必供杏花一枝，號「雙花廟」。《隨園詩話》提及有首「白生歌」，詩中歌詠化身美男子的蛇精白生，與錢孝廉親狎，偕行不離。後受誅殺，白生求錢孝廉以玉瓶裝骨，言百年後，可還原身。《情史》記載「五郎神」引誘江漢、張二子兩名男子，與之為歡。另一則故事記載秀才呂子敬聽從亡魂汪度指點，求天師治以符祝，從五通神處，取回其愛人韋國秀之魂，最終三人相好，游江以南，爾後「化去為仙」。

## 古典文學

### 古希臘羅馬
雖然在特洛伊战争史詩伊利亞德中，荷馬未明確將阿基里斯與帕特羅克洛斯的關係視為同性戀，然而後來的作家確實如此認為。古希臘悲劇作家埃斯库罗斯失傳作品阿基里斯三部曲，視兩人為一對愛侶。在殘存的劇本中，阿基里斯的台詞包含「我們尋常的親吻」（our frequent kisses）」和「股間的虔誠結合」（devout union of the thighs）。

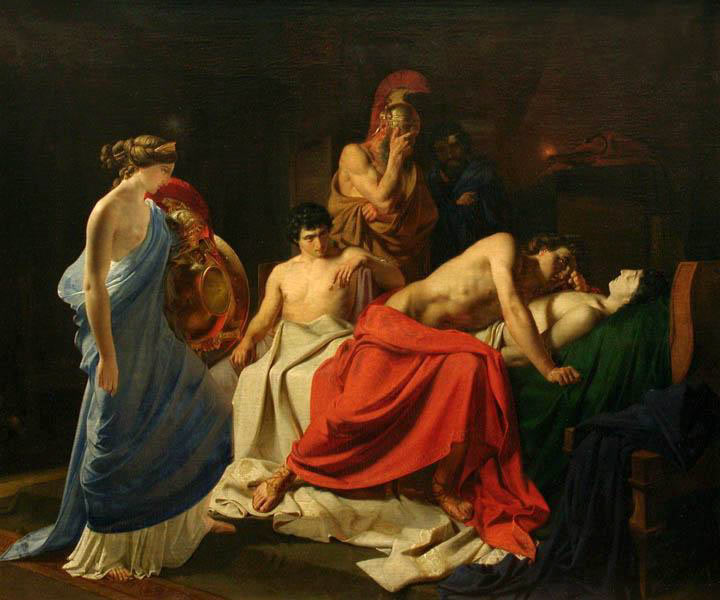
阿基里斯為帕特羅克洛斯的死，哀慟不已。Nikolai Ge油畫

哲學家柏拉圖也如此描繪兩人的關係。在對話錄會飲篇中，講者斐德羅引用了埃斯库罗斯，將阿基里斯視為為愛人勇敢，甚至犧牲奉獻的榜樣。埃斯基涅斯在他的演說中，主張荷馬「隱藏起他們的愛情，避免將他們的情誼強加稱名」，任何受過教育的讀者都能了解「那遠超普通情誼的強烈情感」。柏拉圖會飲篇也包含了一段解釋同性和異性之間，愛如何產生的神話，並且慶祝了男人彼此相愛的古希臘傳統。柏拉圖的斐德羅篇也涉及到相似的主題。
古希臘少年愛的傳統，和稍後古羅馬同性戀有限的接受，為古代詩歌注入了男同性情感和愛欲的詩人意識。古羅馬詩人維吉爾牧歌集的第二首，牧羊人Corydon宣言他對Alexis的追求和愛。同時代的卡图卢斯創作不少獻給男性的情色詩歌（48、50和99），他的第十六首詩則明顯帶有男男性交的意味，並被視為最淫蕩的拉丁詩歌之一。阿爾比特的小說《萨蒂利孔》，為早期涉及同性戀的作品，詳細描繪了Encolpius遭遇到的不幸和他的情人Giton，一名英俊又愛好出軌的十六歲男僕。
文藝復興時期義大利神父安東尼·羅科匿名出版男學生阿爾西比亞德斯，該書為同性情慾辯護，內容涉及蘇格拉底和阿尔西比亚德斯的哲學對話。

### 中國

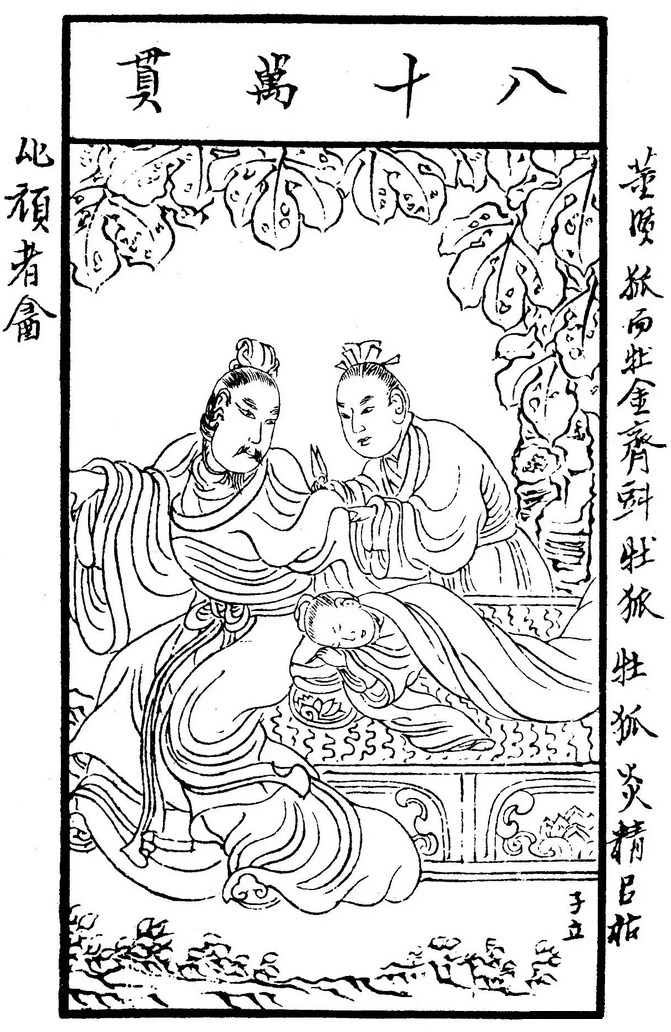
漢哀帝不忍驚醒董賢断袖而起。陳洪綬酒令牌版畫博古葉子

男子同性間的情慾，自中國很早以來就有所紀錄，稱之為男色或男風。古代中國的史書《逸周書》即傳有「美男破老、美女破舌」的說法，將美男與女色相提並論，用以勸諫君王離美色遠讒言。在春秋戰國時期，彌子瑕與衛君分桃而食、龍陽君向魏王泣魚固寵，及至漢哀帝不忍驚醒董賢斷袖而起，這些事蹟不但是當時士人藉以著書立說的事例，亦成為後世常用於詩詞文章的男風典故。明朝馮夢龍《情史·情外類》選錄了歷代的同性愛情故事，記載人物上自帝王將相，下至歌伶市民。
中國最早詩歌總集《詩經》，有些篇章未明確性別，有人將之詮釋為「兩男相悅」之作，例如〈子衿〉〈山有扶蘇〉〈狡童〉〈褰裳〉〈揚之水〉等章的詞句，可能都和男風有關。中國文學史上最早明確歌頌兩男愛情的詩歌，則當推〈越人歌〉:29，為越人舟子對楚國公子鄂君子晳以情歌傾訴愛慕之意。魏晉南北朝時期，有多首詠男風讚孌童貌美的詩作，如阮籍〈詠懷〉第十二、張翰〈周小史〉、吳均〈詠少年〉、劉遵〈繁華應令〉和梁簡文帝〈孌童〉。
唐朝詩歌雖興盛，但由於難以辨識性別，加之詩人有時又喜模擬女性口吻作詩，而難以調查當中的男風情愫。不過唐詩常以朋友的親密友誼作為詩歌讚頌的主題，如李白和杜甫、白居易和元稹等，被視之為浪漫友情的典範。明確引用男風典故的韻文作品，則有白行簡所著〈天地阴阳交欢大乐赋〉賦中列分桃、龍陽、安陵、漢武帝與韓嫣等帝王宮廷的男風現象。元朝翰林學士滕斌填詞〈瑞鷓鴣〉詞中引分桃斷袖、齊景公抱背之事，贈以歌童阿珍，也具有男風色彩。
明清時期為男風書寫的盛產期，小說、傳奇、劇本、筆記乃至詩詞歌賦，無不對此有所反映，讚賞歌詠、戲謔調侃，至非難規戒者，態度不一。當時的士人，如張岱、袁枚、馮夢龍、汤显祖、鄭燮等對男風持開放態度，而不以為異。明朝文人徐學漠作長詩〈頭陀生行〉述孌童頭陀生在藩王朱憲㸅失勢後，窮困潦倒之事。鄧志謨編《新刻篇》收錄金端行〈夏日同友戲〉、李兀〈喜王生再至〉、劉元〈詰顧生〉等士人間的情詩:68。張鳳翼作〈寫恨〉〈题情〉，馮夢龍編《太霞新奏》內有董斯張〈贈王小史〉、沈璟〈贈外〉、馮夢龍〈情仙曲〉等抒發對男性之情的散曲:100-103，:104-105。
清朝官吏趙翼作〈李郎曲〉詠李桂官與畢沅。陳維崧作〈惆悵詞二十首·別雲郎〉〈賀新郎·雲郎合巹為賦此詞〉，贈歌郎徐紫雲。吳偉業作〈王郎曲〉，盛讚昆曲名伶王稼美貌。宋琬作〈西江月》，諷林嗣環藏侍史絮鐵不見客。袁枚《小倉山房詩集》有〈席上贈楊華官〉、〈贈慶郎〉、〈舟中贈霞裳〉、〈送霞裳之九江〉等諸多致贈孌童詩作:162-176。除了詩詞散曲，書信亦為表達情感纠葛的重要創作，如〈趙風岐謔張彥之小官更互〉〈韓瑞心與契弟郁彬文書〉〈思念契友〉等同性情人對答書信，皆錄於《新刻篇》、《豐韻情書》、《增補如面談新集》等書:70-72:460-466。

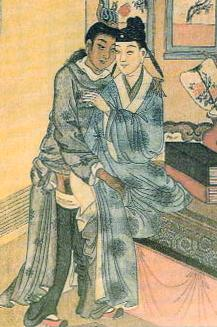
一對男同性情人正在親狎歡好

戲曲方面，王驥德作雜劇〈男王后〉敘陳子高嚮往女身，作女裝打扮，以王后之身侍奉陳文帝。該劇本事源自《陳書·韓子高列傳》韓子高與陳蒨相遇史事，並大量取材李翊〈陳子高傳〉、王世貞《豔異編·男寵部·陳子高》的改寫情節。鄧志謨短篇小說《童婉爭奇》，敘述長春苑孌童和不夜宮妓女，互爭恩客而大打出手。雙方各寫雜劇〈幽王烽火取笑〉和〈龍陽君泣魚固寵〉互定勝負，嫖客張俊難定優劣，最後與雙方同寢，平息這場紛爭:77。
專寫男風的文言小說，首推〈金蘭四友傳〉，該故事寫詩人蘇易道與李嶠的愛情故事，並和崔融、杜審言共結為金蘭四友:73。晚明則有三大男色小說，直白道出男男之間的歡好性事:83。《龍陽逸史》敘寫二十個小官亦即男娼在歡場營生的短篇故事，《宜春香質》譴責見利忘義、朝秦暮楚的小官，並讓他們不得好死以示懲戒，《弁而釵》則推崇男風之情的貞、俠、烈、奇，並為每對情人安排昇仙或善終的結局。
陳森《品花宝鉴》以青年公子梅子玉、田春航和男伶杜琴言、蘇蕙芳等人為中心，以梅、杜、田、蘇等人為情之正者，商賈市井、紈褲子弟之流為情之淫者，以寓勸懲。晚清女作家程蕙英作彈詞小說《鳳雙飛》，以「雙鳳」郭凌雲和張雋為主人公，描寫二人強烈的兄弟情，以及張彩和白無雙分別對兩位主人公的迷戀和失敗追求。
中國著名古典小說也有安排男風情節的橋段。《紅樓夢》寫賈寶玉、秦鐘和薛蟠等人與男性的風流情，《金瓶梅》談西門慶和書僮、陳敬濟和侯林兒、金宗明的性事，《儒林外史》言及杜慎卿酷好男風。

### 日本

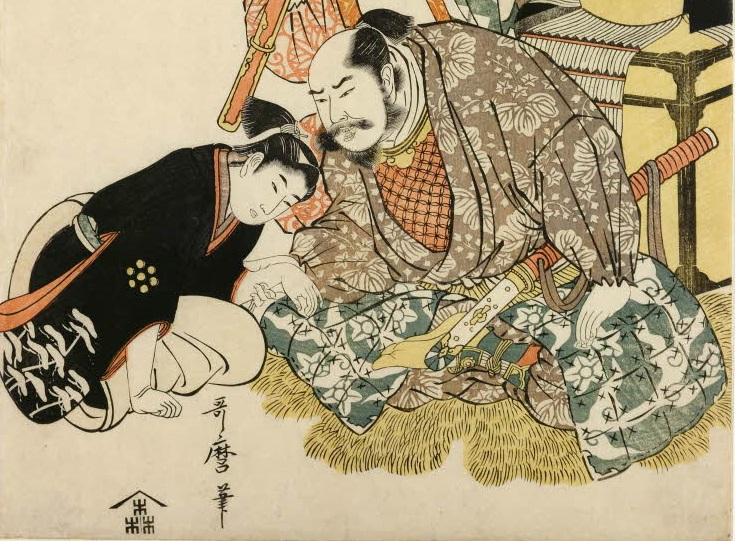
日本武將豐臣秀吉緊握侍童石田三成的手，喜多川歌麿浮世繪

日本文化指稱男子同性間情慾的詞彙為「男色」（なんしょく、だんしょく）。據傳若衆道（わかしゅどう），也就是男色之道，是由唐密八祖、日本佛教真言宗開山祖師空海和尚，從長安帶進日本佛寺。然而有學者指出該傳說可能並非史實，而是用於肯定17世紀江戶時代流行的男色風氣。遠在江戶時代之前，日本的貴族時代，也就是奈良和平安时代就盛行男色，貴族大伴家持和藤原久須麻呂、金明軍之間的贈答歌（收錄於《萬葉集》），被認為可能是反映男色之愛的情歌。《伊勢物語》也記載了一則男子之間親密情誼的故事。
不論空海傳說的真實性，早在貴族時代的寺院和公家（貴族）就有供養「稚兒」（服侍僧侶的少年）的習俗，戰國時代，大名、武士身邊有「小姓」負責生活起居，這些稚兒小姓往往成為男色對象。到了江戶時代，歌舞伎屢屢被禁，當時便出現了接男客的歌舞伎美少年「陰間」（かげま），以及陰間茶屋。
江戶時代延續了之前的眾道習俗，不但有描寫僧侶和稚兒間愛戀的文學作品《秋夜長物語》和《稚兒物語》，也出現了大名之間互相追求的故事（收錄於《寧固斎談叢》）。此外，江戶時代也是武士道與男色結合的時代，在日本武士山本常朝口述的葉隱聞書一書中，探討了武士的戀愛條規，當中就包含了眾道的內容。
當時以男色為主題的物语，有文人井原西鶴的短篇小說集《男色大鑑》，用半數篇幅敘述武士社會的男色，同時讚美其義節。上田秋成的志怪小說《雨月物語》收錄了涉眾道精神的〈菊花之約〉和僧侶稚兒怪談的〈青頭巾〉。博物學者平賀源內著有男色小說《根無草/根南志具佐》、《乱菊穴捜》和「陰間茶屋」指南《江戸男色細見 (菊の園)》。

### 阿拉伯世界

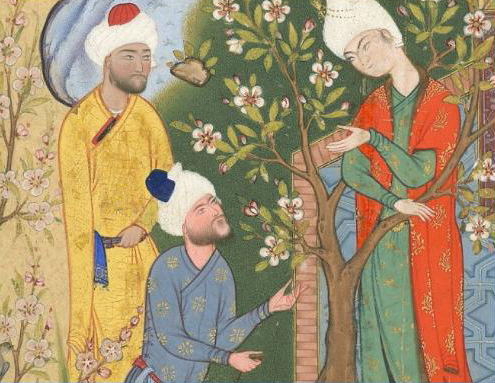
波斯蘇菲詩人Jami七寶座插畫，描繪年輕男子和他的男性追求者

- 阿拉伯詩人阿布·努瓦斯的詩歌（寫給年輕男子的兩首詩[88]）

## 現代文學

### 歐美
19世紀，男同性戀文學中最著名的作品應該是惠特曼的《草葉集》，被稱作「美國最有影響的同性戀文本」。在《一夜我奇異地守衛在戰場上》一詩中，惠特曼用「戰友」「同志」等詞隱晦地表現詩中的同性情誼。而在他寫於19世紀50年代的《帶苔的活橡樹》中則更表達了孤寂、熾熱等心態。在英國，同時期的在這方面的成就最為偉大的作家則是王爾德。無論是《道林·格雷的画像》還是《自深深處》。
到了20世紀，相關的文學書寫更多元地湧現出來。托馬斯·曼的《威尼斯之死》和E·M·福斯特的《墨利斯的情人》都是其中的代表作。《墨利斯的情人》除了對同性之愛進行描寫外，還對同性戀的身份認知、社會輿論及階級身份進行了著筆，這使得小說內容十分豐富。美國方面，詹姆斯·鮑德溫的《喬萬尼的房間》、戈爾·維達爾《城市與柱石》及安妮·普露的《斷背山》等都是這一時期的優秀作品。希臘詩人康斯坦丁諾斯·卡瓦菲斯寫有大量關於同性情人之間感官、慾望和掙扎的詩，並寫得高貴典雅，「而在那張普通、簡陋的床上，/我曾擁有愛情的肉體，擁有銷魂的嘴唇」。

#### 廉價小說
在1930至60年代尾，有不少美國出版社以便宜的價錢發表同性愛情題材，刊登在雜誌上的廉價小說(紙漿雜誌)，成品多印製在以紙漿製成的低劣紙張上，內容通常很煽情撩人，參見Lesbian pulp fiction，以及Gay pulp fiction。

### 台灣
在1980年代以前，已有白先勇、林懷民、李昂、朱天心、馬森等人在進行同志文學方面的創作。從1983至1993年，同志文學呈現百家爭鳴的狀態，比較重要的作家有顧肇森、林裕翼、黃啟泰、李岳華等人。解嚴之後因為社會運動的幫助，使得台灣同志的環境改善，因此同志文學開始受各大文學獎青睞，包括凌煙的《失聲畫眉》、曹麗娟的《童女之舞》、林裕翼的《白雪公主》等。不過對台灣同志文學最具有重大意義的，還是要屬1994年朱天文的《荒人手記》以及邱妙津的《鱷魚手記》。之後出現了強調性別身分認同解放的「酷兒文學」，相關作家以紀大偉、洪凌和陳雪等人較為知名。另外吳繼文、蔣勳、陳克華等作家亦有同志文學方面的創作。至二十一世紀以後，同志文學熱潮已逐漸降溫，較知名者為舞鶴的《鬼兒與阿妖》、駱以軍的《遣悲懷》等等。

## 延伸閱讀
- 矛鋒. . 漢忠文化. 1996.
- 施曄. . 上海人民出版社. 2008.
- 紀大偉. . 2012: 國立臺灣文學館.
- 紀大偉. . 2017: 聯經.
- 岩田準一. . 原書房. 2002.
- Byrne R. S. Fone. . Columbia University Press. 1998.
- Rictor Norton. . Leyland Publications. 1998  [2015-11-14]. （原始内容存档于2015-10-31）.
- Gregory Woods. . Yale University Press. 1999.
- Scott Herring (编). . Cambridge University Press. 2015  [2015-11-19]. （原始内容存档于2015-11-19）.
- Claude J. Summers (编). . Routledge. 2002  [2015-11-19]. （原始内容存档于2015-11-19）.
- J.W. Wright; Everett K. Rowson. . Columbia University Press. 1997.
- Stephen O. Murray; Will Roscoe. . NYU Press. 1997: 107–160  [2015-11-14]. （原始内容存档于2015-11-17）.
- Joseph A. Boone. . Columbia University Press. 2014  [2015-11-16]. （原始内容存档于2015-11-17）.
- Ruth Vanita; Saleem Kidwai. . Palgrave Macmillan. 2000.
- Stephen D. Miller. . Gay Sunshine Press. 1996.

## 外部連結
- 晶晶書庫 GINGINS Taiwan（页面存档备份，存于）
- Lambda 文學基金會（页面存档备份，存于）
- glbtq.com - 文學（页面存档备份，存于）
- the 100 best lesbian and gay novels（页面存档备份，存于）
- 21 Books Every Gay Man Needs To Read Right Now（页面存档备份，存于）
- 不同年代的同文化─古今男色文學解讀（页面存档备份，存于）
- 台灣同志文學最低閱讀書目
- 90 年代台灣男同志小說的寫作背景與內容特色（页面存档备份，存于）
- 腐女子的BL古典探求サイト『梅色夜話』（页面存档备份，存于）
- Guide to Selection of Queer Adolescent Literature for Language Arts Teachers and Librarians
- Gay Authors（页面存档备份，存于） 線上LGBT小說/故事
- 另類經典：臺灣同志文學（小說）史論（页面存档备份，存于） (朱偉誠)